# 世界の終わりに柴犬と
『世界の終わりに柴犬と』（せかいのおわりにしばいぬと）は、石原 雄（いしはら ゆう）による日本の漫画作品である。もともとは作者がツイッターで発表していた漫画で、累計のリツイート数が30万を超える人気作となった。ツイッターでの発表に加え、KADOKAWAのWebマンガサイト、ComicWalkerが2018年3月27日から配信を開始し、2021年3月時点で単行本4巻が発売されている。作品の内容は、文明の崩壊した無人の世界を舞台として、その世界を旅する女子高生（ご主人）と彼女に付き従う愛犬（柴犬）の「ハルさん」、そして他の犬たちや動物たち、ときには人外の者や異星人などが加わって繰り広げる日常のできごとを描き出すものである。

## 発表経過
作者の石原は、2017年5月からツイッターを利用している。『世界の終わりに柴犬と』は本人の弁（単行本1巻あとがき）によると、「只々自由に好きなものを描く為だけに」ツイッターを発表媒体として始めたものである。
人間世界が滅亡していたり、犬や動物たちが普通に喋ったり、人外の存在がいろいろと登場してきたりする理由については作中では明示されない。石原の目的は、そのような疑問やしがらみから解き放たれた「“自由”な世界」を舞台にして物語を描くことであった。石原は唯一変わらないものとして「犬と飼い主の関係性」に言及した。ハルさんは「犬としてのパートナー」、ご主人は「ハルさんのご主人」として存在し、彼女の名前を出さない理由はご主人とハルさんの間にそれ以外の関係性がないという判断を挙げた。
同作は累計のリツイートが30万に達する人気作となり、KADOKAWAのWebマンガサイト、ComicWalkerでも2018年3月27日から配信を開始した。同年11月21日には、16ページの描き下ろし短編「10年後の君と」を収録した単行本第1巻（フルカラー）がKADOKAWAから発売された。単行本は2019年11月22日に第2巻、2020年12月23日に第3巻が発売されている。
2022年8月2日より、YouTubeチャンネルにおいてアニメ（漫画動画）の配信を開始した。

## 作品の背景
ハルさんのモデルは、石原自身の飼い犬（同名）である。石原は静かな場所で執筆作業に取り組むために、愛知県の郊外に仕事場を移転した。実家ではもともと別の犬が飼われていたが、石原は田舎で存分に遊ばせることができる自分の犬がほしかったという。そのため彼は、移転を契機として念願の柴犬を飼育することに決めた。
石原はペットショップで1匹の柴犬に出会い、翌日にはその犬（ハルさん）を自宅に迎えた。その理由は、ハルさんとの出会いに「なぜか運命を感じた」ためであるという。このことについて石原は「はじめて抱いたとき顔がまったく確認できないほど胸元で転げまわって首にしがみつかれた次の日には、もう自宅にいました」と述懐している。そしてこの出会いは、『世界の終わりに柴犬と』本編や描き下ろしの漫画に投影されている。主人の石原は男性で現実のハルさんはメスのため、作中のご主人とハルさんとは性別が逆の関係となっている。
石原は『世界の終わりに柴犬と』について「ただほっこりするだけでもなく、日常ものでもない犬漫画」をコンセプトとして描いている。実際のハルさんにまつわる日常やエピソードだけではなく「柴犬あるある」の部分（しぐさ、習性、性格など）を漫画の筋に組み込み、そこにオチを足して話を造り上げている。
石原はハルさんとの暮らしについて「ハルの笑顔がすべてのバロメーターです。（中略）今日も一日最高ですって時に見せるあの笑顔を見て、私自身も今日は一日いい日だったなと感じています」と語っている。今後について「新しいこともしてみたいですが、犬のためにも日々のルーティンを崩さないで創作活動が続けていけたら理想です」と述べた。なお、石原とハルさんの生活サイクルとして週末は実家に帰っており、Twitterでは実家の猫（ナツ）と一緒に過ごすハルさんの姿が投稿されている。2023年12月、雄のハスキー犬（ベル）が新たに家族に加わった。

## 内容
作品の舞台は、文明の崩壊した無人の世界である。その世界を旅する女子高生（ご主人）と彼女に付き従う愛犬（柴犬）のハルさんの日々を描き出す。
ハルさんは妙に哲学的な発言をしたり、マイペースにふるまうご主人にツッコミを入れたりするが、基本的にご主人には忠実である。日々の物語には他の犬たちや動物たち、ときには人外の者や異星人などが加わる。1人と1匹は旅先で出会いや別れを繰り返し、ときには珍騒動を繰り広げつつも終末世界を気ままに旅してゆく。ご主人は基本的に動物や異星人と意思疎通ができるため、終末世界での悲壮感はほとんど無い。

## 登場人物または動物、異星人や人外など
ご主人
声 - 内田真礼、周央サンゴ（吹き替え企画）
この漫画の主人公。年齢は17歳、本名は不明で愛犬ハルさんには「ご主人」と呼ばれている。黒髪のボブヘアで左目元に泣きぼくろがある。セーラー服を着こみ、大きなリュックを背負っていて、ハルさんとともに無人と化した日本の各地を旅している。かなり酷い方向音痴で、かぐや曰く知らない土地に一人で行くと元の場所に自力で帰れない。世界が崩壊する前は、集団生活になじめず引きこもりの女子高校生であった。マイペースな性格で無人の世界での自由な日々を楽しんでいるが、インターネットの面白動画（例：宇野選手のヘディング）を見られないことを悲しんでいたり、実は猫派であり猫を懐かしがったりする。動物と会話ができる能力の持ち主で、ハルさん以外の動物たちや人外とも意思疎通が可能である。

ハルさん
声 - 田村睦心、山寺宏一（吹き替え企画）
ご主人の愛犬で年齢5歳のオス。知識量豊富な柴犬で、時折ご主人と哲学的なやりとりを交わすほどである（例：シュレディンガーの猫など）。その知識がしばしばご主人へのツッコミに向かう。しかし、やや知識は偏っており「浦島太郎」の物語を知らなかったりする。食いしん坊で洗われるのが大の苦手。自分がたぬき顔であることにコンプレックスがある。ご主人から似ていることをからかうネタにされることがある上、愛嬌がありご主人に懐いているたぬ3兄弟をライバル視している。2022年11月にゲームアプリ『戦国パズル!!あにまる大合戦』のコラボキャラとして登場。

黒柴
声 - 山根雅史
ご主人とハルさんが出会ったオスの黒柴。左目に1本斜めの傷跡がある。荒廃した街で生き抜くうちに野生化していたが、ご主人とハルさんに会ったことでかつての自分を思い出し、1人と1匹を追って旅を始める。八百比丘尼から「チョコ丸」と名付けられた。

白雪
声 - 稲垣好、シスター・クレア（吹き替え企画）
メスの白柴でハルさんに惚れ、黒柴と同様に1人と1匹を追って旅を始める。なかなか心を開けず、素直になれないツンデレな性格。かぐやとは恋のライバルだが、ときには共同戦線を張ることもある。

かぐや
声 - 田中貴子、黒井しば（吹き替え企画）
黒柴のメスで世界崩壊前はご主人宅の隣に住んでいた。旅先での偶然の再会を経て、1人と1匹の旅についてくる。ハルさんとは幼馴染の間柄で、「ハルお兄ちゃん」と呼んで慕っている。ハルさんには可愛い妹分の姿勢を崩さないが、ご主人や他の犬達には塩対応を取るタイプのツンデレ。白雪とはハルさんを巡る恋のライバルで独占欲が強く、ご主人とハルさんの仲にも嫉妬して実際に引き離そうと画策する等腹黒い一面を持つ。

シベリアン・ハスキー
声 - 秋葉佑、成瀬鳴（吹き替え企画）
いつも元気いっぱいのオス犬で、ハルさんは「正直苦手」と評している。体育会系でお笑い芸人ノリの所謂アホの子であり、ドジっ子。やたらに水に落ちたり穴にはまったりと落ち着きがない。都合の悪い話は変換して解釈し理解しようとしない。ご主人からは「ハス吉」と呼ばれている。

たぬ3兄弟
声 - 山根雅史（たぬ兄）、嶺内ともみ、稲垣好
たぬきの3兄弟。名前は上からたぬ兄、ぽん吉、たぬ三郎。ご主人から缶詰（ただし中身はシュールストレミングだった）を盗んだり、ハルさんにいたずらを仕掛けたりする。根は善良で、ご主人のためにハルさんに力を貸してウナギを捕らえたことや、罠にかかっていた鶴を助けた（そして3匹とも代わりに罠にかかってしまった）こともある。妙な訛りがあり、ご主人の事を「ごすじん」と呼ぶ。ご主人に懐いていて愛嬌があり、ご主人も憎からず思って接するためハルさんからは密かにライバル視されている。

泉の女神
声 - 嶺内ともみ
童話『金の斧銀の斧』に登場する女神。泉に落ちて溺れたご主人の件でハルさんと珍問答を繰り広げたり、同じく泉に落ちたシベリアン・ハスキーの件でご主人とピントのずれたやり取りをしたりする。

八百比丘尼
声 - 久住琳
1300年前に人魚の肉を口にし、その後不老不死となって少女の姿のままで各地を放浪している。「もう1度人魚の肉を食べる」のが願いの1つ。黒柴に「チョコ丸」と名付け、一緒に行動をしている模様。

宇宙人
声 - 玉井勇輝（老夫）、秋保佐永子（老婦）
1人と1匹の旅先にしばしば現れる、星間飛行や次元転移はおろかタイムトラベルまで可能とする高度な文明を造り上げた異星人。侵略者などではなくいたって穏やかで友好的な性格であり、田舎で農作業にいそしむ老夫婦やその孫、行商人やバーテンダーなど複数が登場してくる。当初はハルさんの通訳によってご主人と意思疎通していたが、後には普通に会話するようになった。
チュパカブラ
声 - 真鍋洸己
宇宙人のペット。
ライカ
ソビエト連邦が宇宙に送り込んだ犬。ハルさんいわく「犬達（ぼくたち）のスター」。1人と1匹は思いがけない後日談を知ることになる。

コリー - タニベユミ
優雅で美しいメスのラフコリー。BLをこよなく愛し、妄想を楽しむ腐女子犬。ご主人からは「姐さん」と呼ばれている。腐った考察や発言でご主人がラフコリーに抱いていたエレガントなイメージを壊す。

- イルカ、鈴虫、猫エイリアン、子犬 - 河上明日香[12]
- 猫、母、猫神様、宇宙人、メス鹿 - 秋保佐永子[13]
- 女神、パグ助、猫 - 嶺内ともみ
- 渡り鳥、ふくろう、洋犬、怪鳥、ナレーション（#24、35）、カカシ、オウム、男子高校生、シェパード、飼い主、オス鹿、アヌビス、ポインター、教師 - 真鍋洸己[15]
- ゴリラ、宇宙人、原始人、なまはげ、シェパード、黒柴（チョコ丸）、クマ、縄文柴犬、土佐闘犬 - 山根雅史[20]
- 狐狸妖怪 - 加藤渉[22][23]
- 猫の霊 - 河上明日香、稲垣好[23]
- 猫の霊、サル - 久住琳
- アリ、河童、宇宙人、ユータ、ニワトリ、飼い主 - 古木のぞみ
- バッタ、父親、宇宙人、サンタ、シェパード、詐欺師、キリン、ペンギン、縄文柴犬、洞窟の主、レトリーバー - 峰健一
- メグ、たぬき、飼い主 - 飯田ヒカル
- ビーグル - 田中貴子
- シェパード、英語ナレーション（#45） - 利根健太朗
- シェパード - 柏崎隼人
- シェパード、フラットウッズモンスター - 柳晃平
- シェパード、宇宙人 - 木田祐
- シェパード、宇宙人、レトリバー - 中村太亮
- メカハルさん - 田村睦心
- 黒狐 - 天使うと
- 天使 - 犬山たまき

## 単行本
発表経過の節で既に記述したとおり『世界の終わりに柴犬と』は、2021年3月の時点で4巻まで発行されている。1巻はComicWalker 2018年3月27日-同年10月9日配信分に加えて、辰巳出版の雑誌「シバマル」2018年10月発行号と「Shi-Ba」2018年7月号に発表されたものと、描き下ろし「10年後の君と」を収録している。「10年後の君と」は石原によれば、「世界が終わらなかった十年後の未来、イフの世界」の物語である。「10年後の君と」で年老いたハルさんはご主人を残して旅立っていくが、本ルートでのハルさんは、漫画本編でも軽く触れられているとおり元気だという。
2巻にはComicWalker 2018年11月20日-2019年10月8日配信分と描き下ろし「ガラスケースの中の君と」が収録されている。「ガラスケースの中の君と」は「10年後の君と」と対になる話で、「別れ」から「出会い」に物語がさかのぼっていく。この話には石原とハルさんの実際の出会いが色濃く投影されている。そしてこの話は1巻の描き下ろしに続いて、本編では書ききれなかった部分の補完の役割を果たしている。
3巻にはComicWalker 2019年11月23日-2020年12月20日配信分と描き下ろし「夏の終わりに待つ君と」が収録されている。この描き下ろしは「救えなかった命」をテーマとする物語で、本来2巻に収録される予定であった。しかしどのように読者に「救い」を与えることができるかの結論になかなかたどり着けず、3巻に回すことになった。その後この物語を巻末に置いて単行本3巻を制作にかかり、本編は可能な限りエンターテイメントに徹することを心がけた。そして石原は読者に対する「救い」として「物語の中だけでも救えた命」として、実在の「ライカ」に関するエピソードを書き上げている。

### 書誌情報
- 石原 雄 『世界の終わりに柴犬と』KADOKAWA、既刊4巻（2022年10月21日現在）
  1. 2018年11月21日発売[59]、ISBN 978-4-04-065026-5
  2. 2019年11月22日発売[60]、ISBN 978-4-04-064072-3
  3. 2020年12月23日発売[61]、ISBN 978-4-04-680054-1
  4. 2022年10月21日発売[62]、ISBN 978-4-04-681708-2

## ショートアニメ
2022年6月、Youtube配信でアニメ化（漫画動画）されることが発表された。監督は「耐え子の日常」などを担当したそろそろ谷川、制作は「秘密結社鷹の爪」のDLEが手掛ける。
2022年8月2日から無料配信が開始された。これにあわせて角川が二次創作ガイドラインを発表した。ガイドラインの手続きを行えば、動画の切り抜き、実況、収益化を認められる。また、Vtuberの天使うとが46話に、犬山たまきが70話に出演することも明かされた。
2023年10月27日より『キャラクター吹き替えチャレンジ企画』を配信。

### スタッフ
- 総監修 - そろそろ谷川
- 制作 - DLE
- 製作 - KADOKAWA

主題歌「君と世界の終わりに」
歌 - 森羅万象

### 各話リスト
| 話数   | サブタイトル                                         | エピソード                                                                       | 配信日        | 吹き替えチャレンジ                                    | 吹き替えチャレンジ     |
| ------ | ---------------------------------------------------- | -------------------------------------------------------------------------------- | ------------- | ----------------------------------------------------- | ---------------------- |
| 第1話  | -                                                    | 存在論幸福論野生の品格                                                           | 2022年 8月2日 | 第1話                                                 | 2023年 10月27日        |
| 第2話  | お散歩の時間を自分で決めてくる柴犬                   | ナントカの惑星変わらぬ関係話の通じない犬、地図の読めない女                       | 8月4日        | 第1話                                                 | 2023年 10月27日        |
| 第3話  | 飼い主よりも喋り過ぎな柴犬                           | 人類の友(仮)離脱症状至福の時間                                                   | 8月6日        | 第1話                                                 | 2023年 10月27日        |
| 第4話  | 犬の三角関係に巻き込まれる女子高生                   | 樹海にて 前半樹海にて 後半白柴の白雪さん                                         | 8月7日        | 第1話                                                 | 2023年 10月27日        |
| 第5話  | 飼い主が召されたテイで扱ってくる柴犬                 | 悪夢別れ多頭飼いはしない派                                                       | 8月9日        | 第2話 飼い主が召されたテイで 扱ってくる柴犬           | 11月3日                |
| 第6話  | 知識でマウントを取ってくる柴犬                       | 自由因子泉の奇跡再考ウラシマ                                                     | 8月11日       | 第2話 飼い主が召されたテイで 扱ってくる柴犬           | 11月3日                |
| 第7話  | 盗み食いを正当化する柴犬                             | 諸行無情21グラムの価値トワイライト                                               | 8月13日       | 第2話 飼い主が召されたテイで 扱ってくる柴犬           | 11月3日                |
| 第8話  | 柴犬の見てる夢が壮大すぎた                           | 星空の下で暗黒面人魚姫                                                           | 8月14日       | 第2話 飼い主が召されたテイで 扱ってくる柴犬           | 11月3日                |
| 第9話  | 無謀な戦いに巻き込まれる柴犬                         | キャッチボールライバル愛情論                                                     | 8月16日       | 第3話 無謀な戦いに巻き込まれる柴犬                    | 11月10日               |
| 第10話 | 柴犬になり代わろうとする●●●！？                      | フェイク確信犯フェイク(改)                                                       | 8月18日       | 第3話 無謀な戦いに巻き込まれる柴犬                    | 11月10日               |
| 第11話 | ゴリラに飼い主を奪われた柴犬                         | 罠続・フェイク(改)恋愛心理                                                       | 8月20日       | 第3話 無謀な戦いに巻き込まれる柴犬                    | 11月10日               |
| 第12話 | 共同生活をすることになった『ポチ』がやばい           | 未知との遭遇田舎に泊まろう田舎に泊まろう2                                        | 8月21日       | 第3話 無謀な戦いに巻き込まれる柴犬                    | 11月10日               |
| 第13話 | 最近飼い主の肩が重いらしい…                          | 濡れ衣ヤシロギツネ第六感                                                         | 8月23日       | 第4話 最近飼い主の肩が重いらしい…                     | 11月17日               |
| 第14話 | 飼い主に憑いた猫の除霊を試みる柴犬                   | 憑きまとい雪だるま式除霊                                                         | 8月25日       | 第4話 最近飼い主の肩が重いらしい…                     | 11月17日               |
| 第15話 | シベリアンハスキーにダル絡みされる柴犬               | サバイバー犬それぞれオオカミorハスキー                                           | 8月27日       | 第4話 最近飼い主の肩が重いらしい…                     | 11月17日               |
| 第16話 | 嘘発見器でカマかけられる柴犬                         | しつけ嘘発見器おとぎの国の女たち                                                 | 8月28日       | 第4話 最近飼い主の肩が重いらしい…                     | 11月17日               |
| 第17話 | 謎の器具で川を渡ることになった柴犬                   | 失敗作ご主人と白雪さんリスト                                                     | 8月30日       | 第5話 彼氏みたいな柴犬                                | 11月24日               |
| 第18話 | フランダースの犬ごっこに強制参加の柴犬               | 死ぬまでにしたい10のこと①死ぬまでにしたい10のこと②死ぬまでにしたい10のこと③      | 9月1日        | 第5話 彼氏みたいな柴犬                                | 11月24日               |
| 第19話 | 彼氏みたいな柴犬                                     | 口説きかた所持品想い入れ                                                         | 9月3日        | 第5話 彼氏みたいな柴犬                                | 11月24日               |
| 第20話 | 笑顔の裏を見破る柴犬                                 | 記念日エスケイパー察知                                                           | 9月4日        | 第5話 彼氏みたいな柴犬                                | 11月24日               |
| 第21話 | 七夕のお願いごとが諸事情で届かなかった柴犬           | 野生の疑問虫の聲七夕                                                             | 9月6日        | 第6話 妹と奇跡の再会を果たす柴犬                      | 12月1日                |
| 第22話 | 記憶を失ったご主人に涙する柴犬                       | ループ1ループ2ループ3ループ4                                                     | 9月8日        | 第6話 妹と奇跡の再会を果たす柴犬                      | 12月1日                |
| 第23話 | 買収されそうになる柴犬                               | 惑星間ブローカースペースきよしヒッチハイク                                       | 9月10日       | 第6話 妹と奇跡の再会を果たす柴犬                      | 12月1日                |
| 第24話 | 妹と奇跡の再会を果たす柴犬                           | 時間旅行ゲーム脳幼馴染                                                           | 9月11日       | 第6話 妹と奇跡の再会を果たす柴犬                      | 12月1日                |
| 第25話 | イケメンな一面を見せる柴犬                           | 色彩犬と雷未解                                                                   | 9月13日       | 第7話 未来の柴犬に子供ができた!?                      | 12月8日                |
| 第26話 | 世界の終わりのようにシャンプーを嫌がる柴犬           | 柴ドリル1柴ドリル2柴犬×SNS                                                       | 9月15日       | 第7話 未来の柴犬に子供ができた!?                      | 12月8日                |
| 第27話 | 未来の柴犬に子供ができた!?                           | 続く世界で柴犬と柴犬気質犬雑誌                                                   | 9月17日       | 第7話 未来の柴犬に子供ができた!?                      | 12月8日                |
| 第28話 | 猫の神様に直々にバツを与えられる柴犬                 | 存在仮説猫神様嫉妬の罪                                                           | 9月18日       | 第7話 未来の柴犬に子供ができた!?                      | 12月8日                |
| 第29話 | はっきりと思いを伝えることにした柴犬                 | 催眠術予定調和泉の女神                                                           | 9月20日       | 第8話 柴犬の平熱の高さを利用して学校を休む飼い主      | 12月15日               |
| 第30話 | ご主人の謎の講義に聞き入る柴犬                       | 演説コリーネエさんサイドストーリー                                               | 9月22日       | 第8話 柴犬の平熱の高さを利用して学校を休む飼い主      | 12月15日               |
| 第31話 | シベリアンハスキーとハモっちゃうご主人               | 月見食い意地犬と比較                                                             | 9月24日       | 第8話 柴犬の平熱の高さを利用して学校を休む飼い主      | 12月15日               |
| 第32話 | 柴犬の平熱の高さを利用して学校を休む飼い主           | いつから…来訪神人類史                                                            | 9月25日       | 第8話 柴犬の平熱の高さを利用して学校を休む飼い主      | 12月15日               |
| 第33話 | 何かをたくらんでいるご主人と従順な柴犬               | ドッキリ節分キャッチボール ーシバーズー                                          | 9月27日       | 第9話 何かをたくらんでいるご主人と従順な柴犬          | 12月22日               |
| 第34話 | 相談内容がだいぶややこしい柴犬                       | 柴距離多機能家電惚れ薬                                                           | 9月29日       | 第9話 何かをたくらんでいるご主人と従順な柴犬          | 12月22日               |
| 第35話 | ご主人と柴犬の人格が入れ替わってしまって大パニック!? | あやとり主従交換風林火山                                                         | 10月1日       | 第9話 何かをたくらんでいるご主人と従順な柴犬          | 12月22日               |
| 第36話 | 雨で何も出来ないので、突然語りだす柴犬               | 欲求不満今を生きる招集                                                           | 10月4日       | 第9話 何かをたくらんでいるご主人と従順な柴犬          | 12月22日               |
| 第37話 | オウムのイタズラに限界が来た柴犬たち                 | サトリ表層心理ギフト                                                             | 10月7日       | 第10話 顔がタイプだと言われ喜ぶ柴犬とタヌキ           | 12月29日               |
| 第38話 | 顔がタイプだと言われ喜ぶ柴犬とタヌキ                 | キツネ柴とタヌキ柴➀キツネ柴とタヌキ柴➁白雪さんとかぐやさん                       | 10月11日      | 第10話 顔がタイプだと言われ喜ぶ柴犬とタヌキ           | 12月29日               |
| 第39話 | マリーアントワネットみたいな事言う柴犬               | 天然の不思議大人の事情誤解される者たち                                           | 10月14日      | 第10話 顔がタイプだと言われ喜ぶ柴犬とタヌキ           | 12月29日               |
| 第40話 | マリーアントワネットみたいな学生時代だったご主人     | 誤解される者たち（ご主人編）誤解される者たち（柴犬編）                           | 10月18日      | 第10話 顔がタイプだと言われ喜ぶ柴犬とタヌキ           | 12月29日               |
| 第41話 | シャンプーが嫌すぎて逃走した柴犬の捜索隊がガチ       | 絶対論包囲網リアクション                                                         | 10月21日      | 第11話 シャンプーが嫌すぎて逃走した柴犬の捜索隊がガチ | 2024年 1月5日          |
| 第42話 | メカ柴犬VSオリジナル柴犬!?                           | 夏休み軟殻機動犬アパートの住人                                                   | 10月25日      | 第11話 シャンプーが嫌すぎて逃走した柴犬の捜索隊がガチ | 2024年 1月5日          |
| 第43話 | 効率よく流れ星に願い事する柴犬                       | 心理テストとっておき星に願いを                                                   | 10月28日      | 第11話 シャンプーが嫌すぎて逃走した柴犬の捜索隊がガチ | 2024年 1月5日          |
| 第44話 | 自分でも気づかなかった特性を知らされる柴犬           | 体重測定意識・無意識                                                             | 11月1日       | 第11話 シャンプーが嫌すぎて逃走した柴犬の捜索隊がガチ | 2024年 1月5日          |
| 第45話 | 早起き勝負に連勝する柴犬                             | 飼い主あるあるレッスン英会話目覚まし                                             | 11月4日       | 第12話 早起き勝負に連勝する柴犬                       | 1月12日                |
| 第46話 | とある廃神社にたどり着いた柴犬                       | 黑狐黒狐                                                                         | 11月8日       | 第12話 早起き勝負に連勝する柴犬                       | 1月12日                |
| 第47話 | 柴犬のチェスの指し方がウザい                         | チェスループ（主従交換）やめられない                                             | 11月11日      | 第12話 早起き勝負に連勝する柴犬                       | 1月12日                |
| 第48話 | リズムに合わせて『こわいもの』を言った結果           | 古今東西こわいもの食い違い                                                       | 11月15日      | 第12話 早起き勝負に連勝する柴犬                       | 1月12日                |
| 第49話 | 元気さが裏目に出まくるハスキー                       | 親方様とサル(ノーマル？ver)親方様とハルさん(柴犬ver)親方様とハスキー親方様とネコ | 11月18日      | 第13話 元気さが裏目に出まくるハスキー                 | 1月19日                |
| 第50話 | こっそりヤキモチ焼いてた柴犬                         | 滝行長いキリンの話短いキリンの話キリンにおける恋愛事情                           | 11月22日      | 第13話 元気さが裏目に出まくるハスキー                 | 1月19日                |
| 第51話 | ハロウィンなのを良いことにおやつの時間増やす柴犬     | 間違い探し交渉術ハロウィーン                                                     | 11月25日      | 第13話 元気さが裏目に出まくるハスキー                 | 1月19日                |
| 第52話 | 些細な記念日を思い出したいご主人                     | スペシャル・デイ(ズ)                                                             | 11月29日      | 第13話 元気さが裏目に出まくるハスキー                 | 1月19日                |
| 第53話 | 体型も衣替えする柴犬                                 | 換毛期衣替え封印                                                                 | 12月2日       | 第14話 体型も衣替えする柴犬                           | 1月26日                |
| 第54話 | 柴犬と言えど察して欲しいときもある                   | 落ち葉焚きコックリさん                                                           | 12月6日       | 第14話 体型も衣替えする柴犬                           | 1月26日                |
| 第55話 | 宇宙を旅したとある犬に思いを馳せる柴犬               | とある犬の長い旅とある犬の長い旅                                                 | 12月9日       | 第14話 体型も衣替えする柴犬                           | 1月26日                |
| 第56話 | 柴犬とご主人が夫婦に!?                               | 教えてハルさん主従の誓い鹿の角                                                   | 12月13日      | 第14話 体型も衣替えする柴犬                           | 1月26日                |
| 第57話 | ご主人の過去に言いたい放題の柴犬たち                 | 生存と適応                                                                       | 12月16日      | 第15話 優しいがゆえに振り回される柴犬                 | 2月2日                 |
| 第58話 | 嘘の雑学でおやつを貰おうとする柴犬                   | 特別講義①特別講義②犬と漢字①犬と漢字②                                             | 12月20日      | 第15話 優しいがゆえに振り回される柴犬                 | 2月2日                 |
| 第59話 | 優しいがゆえに振り回される柴犬                       | 泉の女神若返りの泉おしえてハルわん                                               | 12月23日      | 第15話 優しいがゆえに振り回される柴犬                 | 2月2日                 |
| 第60話 | ある日突然若返ったご主人!?                           | 初めての犬の扱い                                                                 | 12月27日      | 第15話 優しいがゆえに振り回される柴犬                 | 2月2日                 |
| 第61話 | 黒柴の武勇伝に嘘発見器をかけると…                    | 漂着漂流ペンギン嘘発見器 黒柴編                                                  | 12月30日      | 第16話 オリジナルソングでおやつをねだる柴犬           | 2月4日（先行） 2月9日  |
| 第62話 | オリジナルソングでおやつをねだる柴犬                 | トラブルメーカー古井戸の中で学習経過                                             | 2023年 1月4日 | 第16話 オリジナルソングでおやつをねだる柴犬           | 2月4日（先行） 2月9日  |
| 第63話 | よくよく聞いてみると犬だと思われてない柴犬           | 由来前衛的ふたりありのままの犬で                                                 | 1月6日        | 第16話 オリジナルソングでおやつをねだる柴犬           | 2月4日（先行） 2月9日  |
| 第64話 | なかなか名探偵の貫禄が出せない柴犬                   | 沈黙は金名探偵ハルさん                                                           | 1月10日       | 第16話 オリジナルソングでおやつをねだる柴犬           | 2月4日（先行） 2月9日  |
| 第65話 | 願いを叶えてくれるという魔神の正体とは…？            | 「ダイヤの原石」鉄器の魔獣①TTK(土佐闘犬)                                         | 1月13日       | 第17話 モテ過ぎて争いが起こる柴犬                     | 2月4日（先行） 2月16日 |
| 第66話 | 遊びの最中に突如失踪した柴犬…？                      | うなぎ捕りごんだぬき                                                             | 1月17日       | 第17話 モテ過ぎて争いが起こる柴犬                     | 2月4日（先行） 2月16日 |
| 第67話 | モテ過ぎて争いが起こる柴犬                           | 男女の違い男と女と犬の違い①男と女と犬の違い②                                     | 1月20日       | 第17話 モテ過ぎて争いが起こる柴犬                     | 2月4日（先行） 2月16日 |
| 第68話 | 図々しくも愛くるしい柴犬の生態                       | 雨ニモマケズ風ニモマケズ犬とドローン①                                            | 1月24日       | 第17話 モテ過ぎて争いが起こる柴犬                     | 2月4日（先行） 2月16日 |
| 第69話 | 自分の中の天使と悪魔が参考にならない柴犬             | 天使と悪魔の囁き(柴犬ver.)天使と悪魔の囁き(飼い主ver.)犬とドローン②              | 1月27日       | 第18話 自分の中の天使と悪魔が参考にならない柴犬       | 2月4日（先行） 2月23日 |
| 第70話 | ご主人の思いつきで遊ばれる柴犬                       | 壊れたエスカレーター現象赤髪の天使赤面の天使                                     | 1月31日       | 第18話 自分の中の天使と悪魔が参考にならない柴犬       | 2月4日（先行） 2月23日 |
| 第71話 | 同時に反応しちゃうご主人と柴犬                       | 高校教師                                                                         | 2月3日        | 第18話 自分の中の天使と悪魔が参考にならない柴犬       | 2月4日（先行） 2月23日 |
| 第72話 | 世界の終わりに美しい景色を見る                       | 付かず離れずの関係蛍のヒカリ①蛍のヒカリ②                                         | 2月5日        | 第18話 自分の中の天使と悪魔が参考にならない柴犬       | 2月4日（先行） 2月23日 |

### コラボアニメ
2023年12月22日に『ヤクザと目つきの悪い女刑事の話』とのコラボアニメ「無人島でいちゃつく女刑事とヤクザ」を配信。両作品のメインキャラの中身が入れ替わったという設定で、蟻ヶ谷雪をご主人（周央サンゴ）、轟蛍一をハルさん（山寺宏一）が演じている。

## 商品展開
2020年10月には、作者の石原デザインによるTシャツとトートバッグが発売された。Tシャツのデザインは、石原自身のツイッターで公開した図案を商品化したものである。トートバッグにはハルさんの語録から「幸せは感じるものなのですよご主人」がプリントされている。
2023年9月1日、はごろもフーズのペットフードブランド「無一物」（パウチシリーズ）から「愛犬用無一物パウチ」3種がリリースされ、石原が描き下ろしたハルさんのイラストがパッケージに使用されている。